# Brewcaria reflexa
Espèce
Classification phylogénétique
Synonymes
- Navia gracilis L.B.Sm.
- Navia reflexa L.B.Sm.

Brewcaria reflexa est une espèce de plante de la famille des Bromeliaceae, originaire du Venezuela.

## Synonymes
- Navia gracilis L.B.Sm. ;
- Navia reflexa L.B.Sm..